# Гельмут Кальбіц
Гельмут Кальбіц (нім. Helmut Kalbitz; 7 січня 1912, Гамбург — 30 серпня 1944, Румунське королівство) — німецький офіцер, майор вермахту (1 березня 1944). Кавалер Лицарського хреста Залізного хреста з дубовим листям.

## Біографія
В 1935 році вступив в 12-й саперний батальйон. В 1937 році переведений в 30-й саперний батальйон, з яким взяв участь у Польській і Французькій кампаніях. З 1 жовтня 1940 року — командир 1-ї роти 125-го саперного батальйону 125-ї піхотної дивізії. З червня 1941 року брав участь в Німецько-радянській війні. З серпня 1943 року — командир 31-го саперного батальйону. Відзначився у боях під Орлом. В цих боях він був тяжко поранений, а після одужання призначений командиром 127-ї саперної бригади. Зник безвісти.

## Нагороди
- Медаль «За вислугу років у Вермахті» 4-го класу (4 роки)
- Залізний хрест
  - 2-го класу (10 жовтня 1939)
  - 1-го класу (10 червня 1940)
- Нагрудний знак «За поранення»
  - в чорному (1 березня 1940)
  - в сріблі (7 жовтня 1943)
  - в золоті (28 грудня 1943)
- Лицарський хрест Залізного хреста з дубовим листям
  - лицарський хрест (7 вересня 1943)
  - дубове листя (№ 366; 7 січня 1944)